# Processus législatif en France
Le processus législatif ou la procédure législative est, en droit constitutionnel français, l'ensemble des actes successivement accomplis par le Gouvernement, le Sénat et l'Assemblée nationale, pour parvenir à la création d'un acte à valeur législative, la loi, et à son entrée en vigueur.
La première étape du processus législatif français est le dépôt d'un texte à vocation législative au bureau d'une des assemblées parlementaires, puis son examen dans des groupes réduits de parlementaires appelés commissions. Le texte est ensuite produit devant la chambre réunie en séance publique, et, après son adoption, transmis à l'autre chambre. La promulgation est l'acte du président de la République qui rend un texte définitivement adopté par le Parlement définitivement exécutoire avec force de loi.
En France, le processus législatif fait activement participer le pouvoir exécutif à la production de la loi. En outre, il existe des procédures alternatives pour les lois à valeur constitutionnelle ou organique, comme pour les lois répondant à un objet particulier : la loi de finances et la loi de financement de la Sécurité sociale.

## Procédure législative ordinaire
La procédure législative est l'ensemble des actes successivement accomplis, par le Gouvernement, le Sénat et l'Assemblée nationale, pour parvenir à la création d'un acte de valeur législative, la loi, et son entrée en vigueur.
Aux termes de la Constitution, « le Parlement vote la loi. Il contrôle l'action du Gouvernement. Il évalue les politiques publiques ». Pour autant, il n'est pas seul à intervenir dans la procédure législative. Notamment, « l’initiative des lois appartient concurremment au Premier ministre et aux membres du Parlement ».

### Quelle initiative à ce texte législatif?
| Procédure de l'initiative |
| --- |
| « Les règlements n'ont jamais fait un sort égal au droit d'initiative parlementaire et au droit d'initiative gouvernemental; le premier a toujours été tenu plus à l'étroit que le second ; on a mis à son exercice certaines entraves qui ne permettent pas aux propositions de loi d'arriver de piano, comme les projets ministériels, au débat définitif. On a tenu compte de cette circonstance que, dans un régime parlementaire, le Gouvernement est une délégation de l'Assemblée, chargée par elle non seulement de faire exécuter les lois existantes, mais d'en préparer de nouvelles et d'apporter des plans de réformes. Accorder la même confiance, la même méthode d'examen aux lois élaborées de la sorte et aux propositions que chaque membre peut présenter individuellement, ce serait s'exposer à encombrer le rôle de questions inutiles et quelquefois dangereuses. » Eugène Pierre, Traité de droit politique, électoral et parlementaire |

Un texte de loi peut avoir pour origine le Premier ministre (le texte est alors un « projet de loi ») ou un membre du Parlement (« proposition de loi »).

#### Initiative gouvernementale: les projets de loi
Les lois sont conçues par les différents ministères, puis une réunion interministérielle à l’hôtel Matignon arrête la position du Gouvernement.

##### Étude d'impact
Les projets de loi sont précédés de l’exposé de leurs motifs et sont accompagnés d'une étude d’impact. Il s'agit d'un document rendu public destiné à rendre compte, notamment, des objectifs poursuivis par le projet et de ses incidences dans les domaines juridique, économique, financier, et environnemental.
Les études d’impact sont apparues dans les années 1990, après le rapport public du Conseil d’État de 1991 sur la sécurité juridique et le rapport de la mission conduite par Jean Picq sur les responsabilités et l’organisation de l’État. Elles sont établies par deux circulaires du Premier ministre en 1995 et 1998, et sont devenues constitutionnelles avec la Loi constitutionnelle du 23 juillet 2008. La réforme s'analyse comme un instrument de rationalisation du parlementarisme destiné, d'une part, à rééquilibrer les rapports entre Gouvernement et Parlement dans la procédure législative, d'autre part, à améliorer la qualité de la loi votée. Les études d’impact ne sont pas obligatoires pour les projets de révision constitutionnelle, projets de loi de finances, aux projets de loi de financement de la sécurité sociale, projets de loi de programmation et projets de loi prorogeant des états de crise. Les amendements, même d’origine gouvernementale ne sont pas soumis à une étude d’impact. Les effets de cette étude sur le processus législatif sont controversés.
Les propositions de loi sont dispensées d’étude d’impact. Il arrive que des propositions de loi aient été conçues avec la participation, voire sur l'initiative, du Gouvernement ou des services d'un ministère. Cette procédure permet de contourner l'avis du Conseil d'État, et donc de gagner du temps et d'éviter des critiques, et en outre d'éviter au Gouvernement la paternité d'un texte impopulaire.
Si la Conférence des présidents de l’assemblée saisie constate - dans les dix jours ou les dix jours suivant la reprise d’une session parlementaire, - que cette règle n’est pas respectée, les projets de loi ne pourront être inscrits à l'ordre du jour. À ce jour, le Conseil constitutionnel exerce un contrôle minimal de la qualité des études d'impact.

##### Consultations préalables

Siège du Conseil économique, social et environnemental.

La Constitution prévoit des consultations préalables obligatoires pour les projets de loi. En plus de celle du Conseil d’État (voir ci-dessous), le Conseil économique, social et environnemental est obligatoirement saisi des projets de loi de plan et des projets de loi de programmation à caractère économique, social ou environnemental. Une commission indépendante, se prononce sur les textes délimitant les circonscriptions pour l’élection des députés ou modifiant la répartition des sièges de députés ou de sénateurs. Les assemblées des collectivités d'outre-mer sont consultées sur les sujets qui les concernent.
Plusieurs autres consultations sont, selon les cas, obligatoires : institutionnelles (Défenseur des droits, Haut Conseil des finances publiques…), agences indépendantes (Arcom, Commission nationale de l'informatique et des libertés…), instances représentatives (Conseil national de l'enseignement supérieur et de la recherche…) etc..

##### Consultation du Conseil d'État

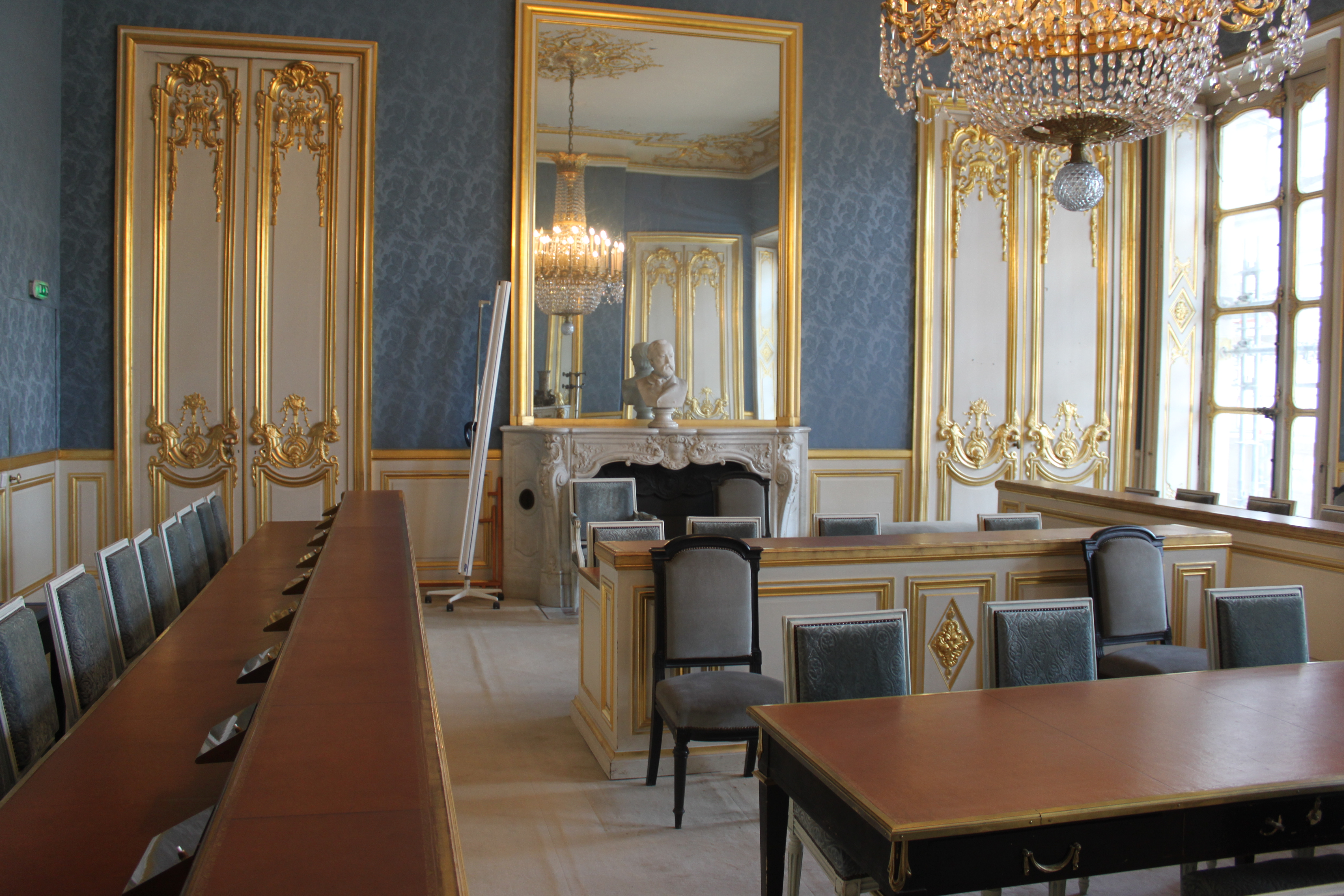
Salle de la section des finances du Conseil d’État.

Le Conseil d’État est obligatoirement saisi des projets de lois. La saisine doit intervenir, sauf exception, au moins quatre semaines avant la date envisagée pour l’inscription du projet de loi au conseil des ministres. Le ministre qui a l’initiative du projet le transmet au secrétariat général du Gouvernement, en joignant à l’envoi l’exposé des motifs, l’étude d’impact, et plusieurs autres documents.
Le texte est renvoyé à une des sections, dont le président nomme le rapporteur. Après la délibération en section, l’assemblée générale du Conseil est saisie. L’avis du Conseil d’État porte sur les normes juridiques (constitutionnelles et conventionnelles) ou sur l’opportunité du texte (répond-il bien au but politique fixé ?),. L’avis, traditionnellement réservé au Gouvernement est rendu public pour les textes ultérieurs à mars 2015,.
La loi constitutionnelle du 23 juillet 2008 a donné la possibilité au président de chacune des assemblées parlementaires de soumettre pour avis au Conseil d’État, avant son examen en commission, une proposition de loi déposée par l’un des membres de son assemblée, sauf si ce dernier s’y oppose dans un délai de cinq jours francs à compter de l’information qui lui en est donnée par le président,,

##### Délibération en Conseil des ministres

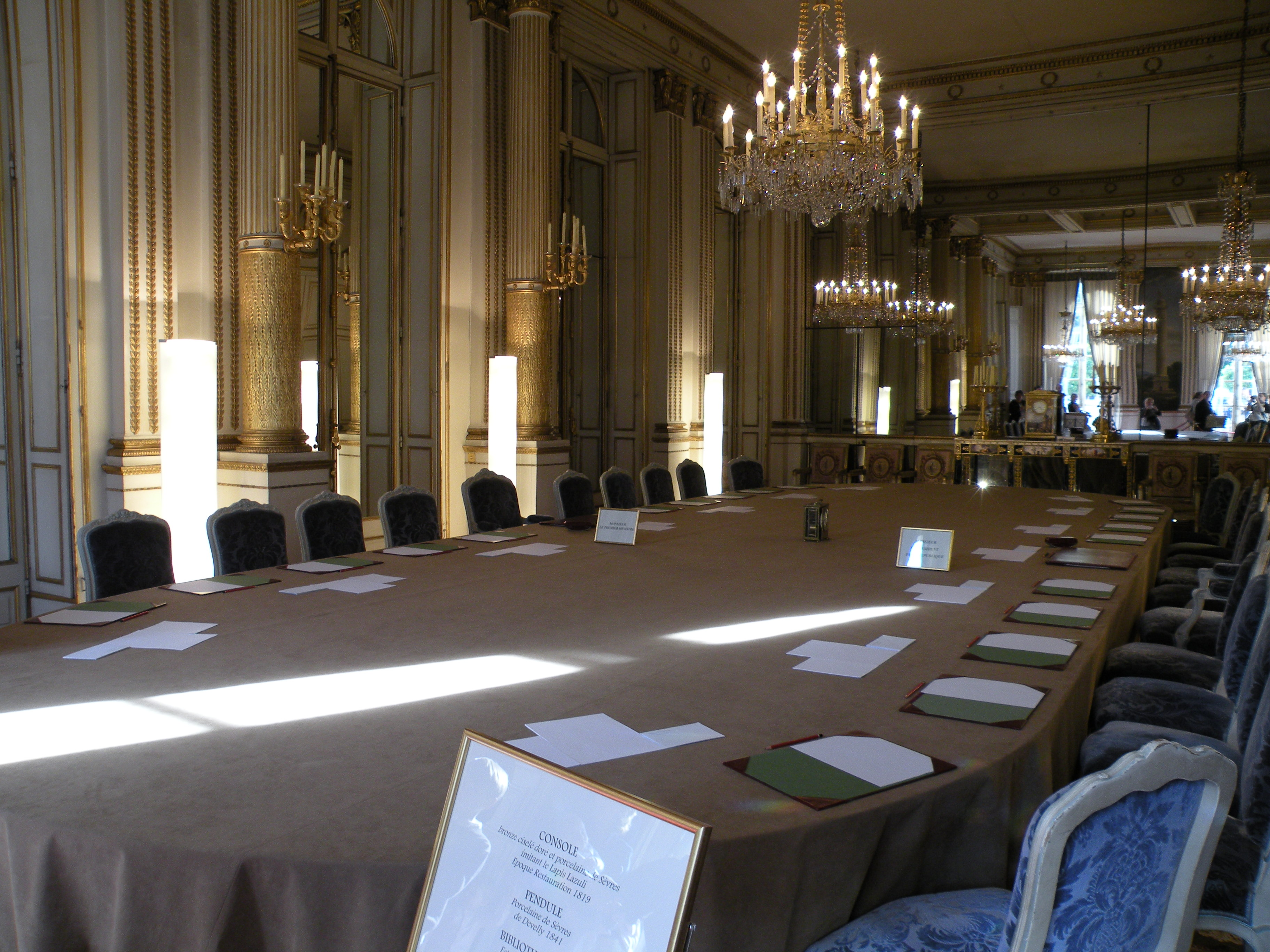
Le Conseil des ministres se tient au Salon Murat du Palais de l'Élysée.

Après l’avis du Conseil d'État, une réunion, co-présidée par le secrétaire général du Gouvernement et un membre du cabinet du Premier ministre est organisée pour arrêter le texte définitif du projet et de son étude d’impact. Le texte peut être modifié en fonction de l’avis du Conseil d'État, mais le Gouvernement n’est pas lié à cet avis. L’inscription du projet de loi à l’ordre du jour du conseil des ministres est décidée par le Président de la République.

##### Choix de l’assemblée
Les projets de lois peuvent être soumis en premier à l’Assemblée nationale ou au Sénat, sauf dans le cas des lois de finances qui passent d’abord par l’Assemblée nationale, et des lois ayant pour principal objet l’organisation des collectivités territoriales ou les instances représentatives des Français établis hors de France qui sont soumis en premier lieu au Sénat.

#### Initiative parlementaire
| L'initiative parlementaire |
| --- |
| « Le droit d'initiative n'est pas moins important que le droit de vote, et l'histoire démontre que la politique fondée sur la peur ou la haine des libertés publiques s'est toujours traduite par une restriction de l'initiative parlementaire. » Eugène Pierre, Traité de droit politique, électoral et parlementaire |

La possibilité d'une initiative parlementaire des lois a été introduite par la Charte de 1830 et n'a depuis plus été remise en cause.
Les lois d'initiative parlementaire se sont surtout développées depuis l'adoption de la loi constitutionnelle du 4 août 1995 qui réservait une séance par mois par priorité à l'ordre du jour fixé par chaque assemblée. Depuis, cette fécondité législative a permis à ce qu'en moyenne près de trois lois sur dix soient d'origine parlementaire, bien qu'il leur soit fréquemment reproché d'être des textes sans grande portée. L'exemple de la loi organique du 1er août 2001 relative aux lois de finances montre que certaines propositions ont au contraire une grande influence. Leur dépôt n'est pas assujetti à une consultation obligatoire du Conseil d’État ou à une étude d'impact, ce qui est source de critiques quand la proposition de loi émane de groupe de députés de la majorité soutien du gouvernement. Elle procède d'un rééquilibrage des pouvoirs du Parlement en matière d'autorisation et de contrôle du projet de la loi de finance, était d'initiative parlementaire et a été votée par le Parlement sans que le gouvernement ait pu s'y opposer. Cette loi a révisé l'ordonnance du 2 janvier 1959, qui, dans un souci de parlementarisme rationalisé, avait encadré strictement les pouvoirs du Parlement et consacré l'hégémonie du gouvernement en matière financière.
La proposition doit être enregistrée à la présidence de l’assemblée de son ou ses auteurs. Il revient au bureau d’examiner la recevabilité de la proposition de loi.
En ce qui concerne l'abandon de l'initiative, l'auteur ou le premier signataire d'une proposition de loi ou de résolution peut toujours la retirer, même quand la discussion est ouverte. Si un autre sénateur la reprend, la discussion continue. Les propositions de loi déposées par les sénateurs sur lesquelles le Sénat n’a pas statué deviennent caduques de plein droit à l’ouverture de la troisième session ordinaire qui suit celle au cours de laquelle elles ont été déposées. Les propositions de loi transmises au Sénat par l’Assemblée nationale ne sont jamais caduques.

### Limites au droit de proposition et d'amendement
Les parlementaires ont quelques limites lors des débats législatifs. Ainsi, « les propositions ou amendements formulés par les membres du Parlement ne sont pas recevables lorsque leur adoption aurait pour conséquence soit une diminution des ressources publiques, soit la création ou l’aggravation d’une charge publique ».
Cette irrecevabilité financière est examinée au moment de la transmission des propositions de lois au Bureau de l'assemblée, ou au moment du dépôt de l'amendement par le président de commission ou le président de l'assemblée,. À l'Assemblée nationale, le président de la commission des finances peut être consulté. L'irrecevabilité peut être contournée par exemple en proposant dans le même amendement une diminution des ressources, suivie d'une augmentation d'une taxe sur le tabac, et si l'amendement est adopté, le gouvernement supprime l’augmentation de la taxe sur le tabac,.
De plus, « s’il apparaît au cours de la procédure parlementaire qu’une proposition ou un amendement n’est pas du domaine de la loi ou est contraire à une délégation accordée en vertu de l’article 38, le Gouvernement ou le président de l’assemblée saisie peut opposer l’irrecevabilité.
Le Conseil constitutionnel a estimé que des dispositions réglementaires dont l’irrecevabilité matérielle n’aurait pas été soulevée pendant la discussion étaient insusceptibles d’être censurées dans le cadre du contrôle de constitutionnalité.

### Examen du texte en commission

#### Dépôts des projets et propositions
Les textes déposés sont enregistrés à la Présidence, ce qui fait l'objet d'une annonce au Journal officiel, et en outre, au Sénat, d'une annonce à la séance publique suivante.

#### Choix de la commission
Après leur dépôt, « les projets et propositions de loi sont envoyés pour examen à l’une des commissions permanentes dont le nombre est limité à huit dans chaque assemblée. À la demande du Gouvernement ou de l’Assemblée qui en est saisie, les projets ou propositions de loi sont envoyées pour examen à une commission spécialement désignée à cet effet. » Le nouvel article 43 fait donc du recours aux commissions spéciales le cas d’exception et donne une nouvelle importance aux commissions permanentes dont le nombre a été porté à huit.
Le Président de l’Assemblée nationale choisit la commission à laquelle le texte doit être envoyé, et décide de la création d'une commission spéciale, que cela soit sur son initiative, celle du Gouvernement, du président d'un groupe, du président d'une commission permanente ou de quinze députés. Au Sénat, une commission spéciale est créée sur demande du Gouvernement ou proposition du Président du Sénat ou d'une commission permanente ou d'un groupe parlementaire, adoptée par le Sénat.
En cas de conflits de compétence, le Président procède à la création d'une commission spéciale, ou, à l'Assemblée nationale, propose cette création après audition du Gouvernement ou de l'auteur de la proposition et des présidents des commissions intéressées.
Au Sénat, les projets de loi de finances et de loi de financement de la sécurité sociale sont respectivement et de droit envoyés à la commission des finances et à la commission des affaires sociales.

#### Examen en commission
| Du droit d'amendement |
| --- |
| « Toutes les fois qu'il leur est possible d'user du droit d'amendement, c'est, pour les représentants du pays, un moyen plus sûr et plus rapide d'exposer leurs idées ; avec un amendement ils sont moins soumis aux lenteurs de la procédure qu'avec une proposition de loi. » Eugène Pierre, Traité de droit politique, électoral et parlementaire |

« Les membres du Parlement et le Gouvernement ont le droit d’amendement. Ce droit s’exerce en séance ou en commission selon les conditions fixées par les règlements des assemblées, dans le cadre déterminé par une loi organique. »

Tout député peut présenter un amendement en commission, qu’il soit ou non membre de celle-ci.
Les ministres peuvent demander à être entendus en commission, inversement, la commission saisie peut réclamer l'audition d'un membre du Gouvernement,.
La commission saisie au fond rend ses travaux « dans un délai tel que l'Assemblée nationale soit en mesure de procéder à la discussion des projets et propositions conformément à la Constitution ». Au Sénat, elle se réunit au moins deux semaines avant la discussion du texte - sauf dérogation accordée de la Conférence des présidents.
Les rapports concluent à l'adoption, au rejet ou à la modification du texte, ils proposent, le cas échéant, les amendements soumis à la commission,.
Enfin, à l'Assemblée nationale, Les rapports faits sur un projet ou une proposition de loi portant sur les domaines couverts par l’activité de l’Union européenne comportent en annexe des éléments d’information sur le droit européen applicable ou en cours d’élaboration. Ceux faits sur un projet de loi déposé sur le bureau de l’Assemblée comportent en annexe un document présentant les observations qui ont été recueillies sur les documents qui rendent compte de l’étude d'impact.

### Discussion du texte en séance plénière

#### Inscription à l’ordre du jour
Afin qu’il soit discuté en séance, le texte doit être inscrit à l’ordre du jour. Celui-ci est fixé par les assemblées en respectant les priorités accordées aux textes du Gouvernement, à ceux transmis par l’autre assemblée depuis six semaines au moins, aux autorisations de déclarer la guerre, ou encore aux débats. Cet ordre du jour fait donc l’objet de complexes négociations avec le ministre délégué aux relations avec le Parlement, tout comme l’emploi du temps des assemblées parlementaires.
Plus précisément, c'est la Conférence des présidents qui établit l'ordre du jour — au commencement de chaque séquence de huit semaines de séances à l'Assemblée nationale ou de chaque session au Sénat — en répartissant les priorités dont le Premier ministre ou les présidents des groupes d'opposition et minoritaires l'auront informée la veille de sa réunion.
L'inscription à l'ordre du jour doit prévoir le respect d'un délai, en effet :

« La discussion en séance, en première lecture, d’un projet ou d’une proposition de loi ne peut intervenir, devant la première assemblée saisie, qu’à l’expiration d’un délai de six semaines après son dépôt. Elle ne peut intervenir devant la seconde assemblée saisie, qu’à l’expiration d’un délai de quatre semaines à compter de sa transmission.
L’alinéa précédent ne s’applique pas si la procédure accélérée a été engagée dans les conditions prévues à l’article 45. Il ne s'applique pas non plus aux projets de loi de finances, aux projets de loi de financement de la sécurité sociale et aux projets relatifs aux états de crise. »

Une fois arrêté, l'ordre du jour est affiché, il est adopté à la séance suivante,.

#### Tenue des séances plénières
| De la publicité des séances |
| --- |
| En 1789, le Roi avait tenté d'interdire la publicité des séances des États-Généraux : « Le bon ordre, la décence et la liberté même des suffrages exigent que Sa Majesté défende, comme elle le fait expressément, qu'aucunes personnes, autres que les membres des trois ordres composant les États-Généraux, puissent assister à leurs délibérations, soit qu'ils les prennent en commun ou séparément. » Cet article ne fut cependant jamais exécuté. |

« Les séances des deux assemblées sont publiques. Le compte rendu intégral des débats est publié au Journal officiel. »

« La discussion des projets et des propositions de loi porte, en séance, sur le texte adopté par la commission saisie en application de l’article 43 ou, à défaut, sur le texte dont l’assemblée a été saisie. »
Lors de la discussion, les Parlementaires peuvent toujours déposer des amendements, toutefois, « après l’ouverture du débat, le Gouvernement peut s’opposer à l’examen de tout amendement qui n’a pas antérieurement été soumis à la commission ».

##### Présentation et étude du texte
La discussion générale des textes débute avec l'audition du Gouvernement et par la présentation du rapport de la commission saisie au fond. Éventuellement, et en application de l'article 69 al. 2 de la Constitution, le Conseil économique, social et environnemental peut choisir un de ses membres pour exposer à l'assemblée l'avis du Conseil,.
Des motions de procédure peuvent ensuite être opposées par les parlementaires :
- La motion de rejet préalable a pour objet de faire reconnaître que le texte proposé est contraire à une ou plusieurs dispositions constitutionnelles ou de faire décider qu’il n’y a pas lieu à délibérer. Son adoption entraîne le rejet du texte à l’encontre duquel elle a été soulevée[AN 14]. Cette motion existe sous les formes d'exception d'irrecevabilité et question préalable au Sénat[S 11].
- Au Sénat, la motion préjudicielle ou incidente a pour objet de subordonner le débat à une ou plusieurs conditions[S 12]. Les demandes de priorité ou de réserve ont pour effet de modifier l'ordre de discussion des articles d'un texte ou des amendements[S 13].
- La motion de renvoi entraîne la suspension du débat jusqu’à la présentation par la commission saisie au fond d’un nouveau rapport[AN 15],[S 14].

Si les motions sont rejetées ou ne sont pas présentées, l'assemblée passe à la discussion des articles du texte.

##### Organisation de la discussion
La Conférence des présidents peut fixer une durée maximale de discussion, qui est ensuite répartie par le Président de l'Assemblée selon les groupes. Les présidents de groupe inscrivent alors leurs orateurs, dont les interventions ne peuvent être chacune inférieures à cinq minutes. De complexes arbitrages peuvent également intervenir afin de régler les durées maximales d'intervention des groupes politiques et différents intervenants.
Le Président de l'assemblée est le modérateur du débat, il donne la parole aux députés, aux orateurs et peut raccourcir ou allonger leur temps de parole,. Notamment, les ministres, ainsi que les présidents et rapporteurs des commissions saisies au fond peuvent exiger la parole,.
Lorsqu'au moins deux orateurs d'avis contraires sont intervenus dans la discussion générale ou d'un article, la clôture de cette phase peut être demandée. L'assemblée se prononce dessus,.

##### Déroulement des votes

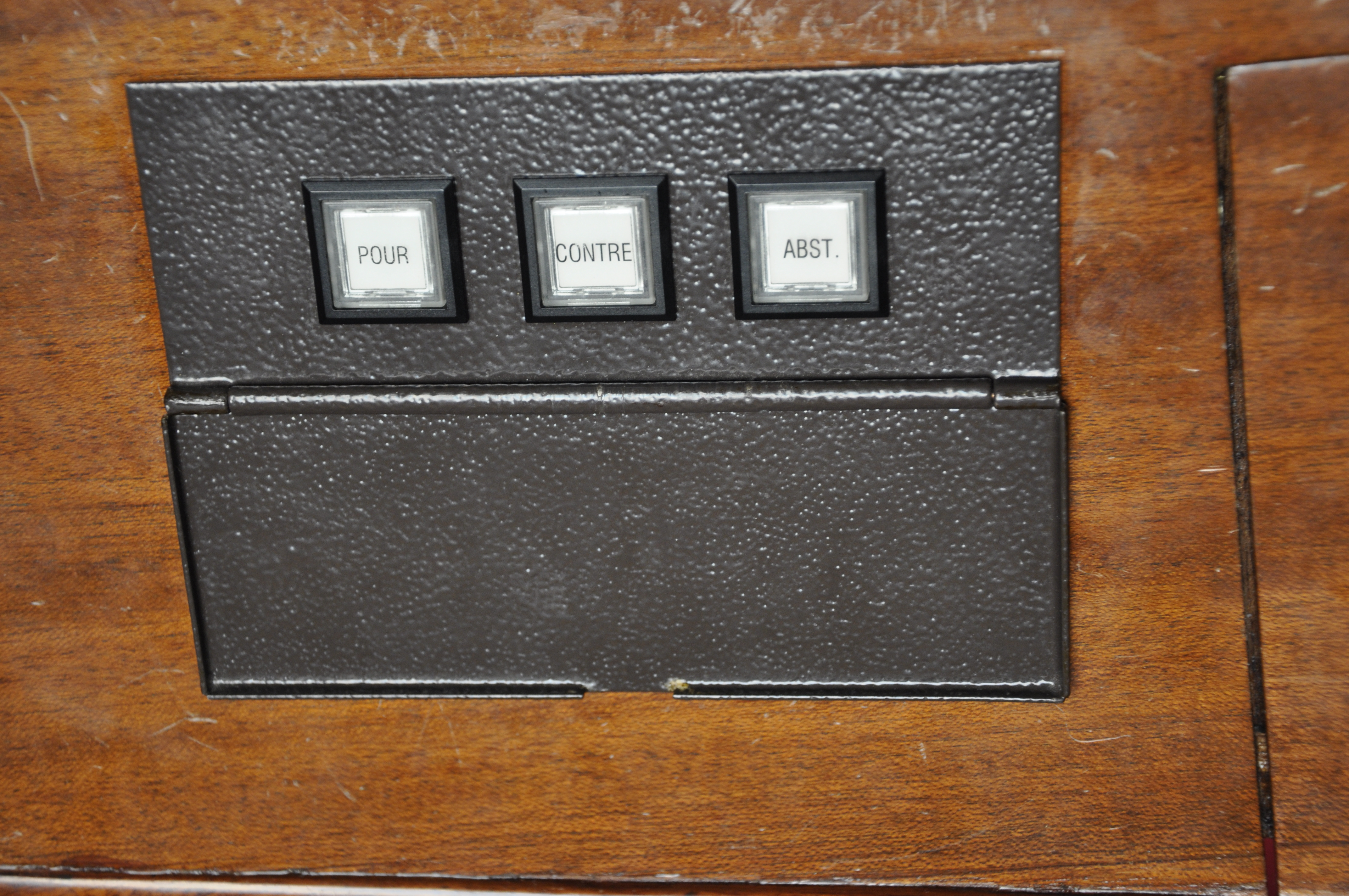
À l’Assemblée Nationale, les scrutins publics sont électroniques.

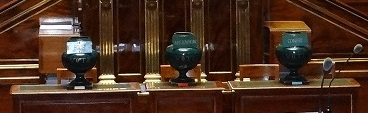
Au Sénat, les scrutins publics se font dans des urnes avec des bulletins de couleur.

Chaque article est successivement mis en discussion puis soumis au vote,, ainsi que les amendements qui s'y rapportent - exception faite, à la demande du Gouvernement, de ceux qui n'ont pas été soumis à la commission,.
Il est ensuite passé au vote du texte dans son ensemble, vote qui peut être reporté par la Conférence des présidents. À cet égard, le Conseil constitutionnel a considéré « qu'il est toujours loisible à une assemblée parlementaire, saisie d'un projet ou d'une proposition de loi, de ne pas adopter un article lorsque celui-ci est mis aux voix, y compris après avoir adopté un amendement le modifiant ».
À l’Assemblée nationale, le vote fut d'abord réalisé par des petits cartons blancs ou bleus contenus dans des boîtes de bulletins, certaines boîtes étant confiées à des « boîtiers », noms donnés aux collègues du député et même des huissiers qui votaient à sa place. La « machine à voter », créée en 1959, assure théoriquement l'individualisation des votes par le verrouillage d'une clé à chaque poste de pupitre. Les modalités pratiques du vote sont aujourd'hui essentiellement stipulées par le chapitre 13 de l’Instruction Générale du bureau. Il y a trois types de scrutin :
- les scrutins solennels, effectués député par député, à la tribune (8 % des textes environ, essentiellement pour le vote final des projets de lois) ;
- les scrutins dits « publics », réalisés à l'aide de boîtiers électroniques ;
- les scrutins à main levée (ou scrutin assis-levé).

Au Sénat, la procédure est un peu différente, les types de scrutins sont :
- les scrutins publics à la tribune,
- les scrutins publics ordinaire, se tenant dans les couloirs de l’hémicycle
- les scrutins à main levée (ou scrutin assis-levé).

En France, jusqu'en 2014, contrairement à la plupart des autres démocraties occidentales, le relevé des « scrutins publics » (les plus nombreux) ne présentait que les résultats par groupe, assorti parfois de la liste des députés ayant voté différemment de la majorité de chaque groupe politique.
Avant tout scrutin, le Gouvernement peut demander un vote bloqué : « si le Gouvernement le demande, l’assemblée saisie se prononce par un seul vote sur tout ou partie du texte en discussion en ne retenant que les amendements proposés ou acceptés par le Gouvernement »,,.
Après le vote des articles, le gouvernement ainsi que tout parlementaire peut demander une seconde délibération. Cette seconde délibération est de droit si elle est demandée par le gouvernement ou la commission saisie au fond, ou si celle-ci l’accepte.
L’assemblée entend ensuite les explications de vote des représentants des partis et il est procédé au vote sur l’ensemble du texte.

### Navette parlementaire
« Tout projet ou proposition de loi est examiné successivement dans les deux assemblées du Parlement en vue de l’adoption d’un texte identique […] »

La discussion des articles est limitée à ceux pour lesquels les deux assemblées du Parlement n’ont pu parvenir à un texte identique. En conséquence, les articles votés par l’une et l’autre assemblée dans un texte identique ne peuvent faire l’objet d’amendements qui remettraient en cause, soit directement, soit par des additions incompatibles, les dispositions adoptées,.
Le rejet de l’ensemble d’un texte au cours de ses examens successifs n’interrompt pas les procédures. Dans le cas de rejet de l’ensemble d’un texte par une assemblée, l’autre, dans sa lecture suivante, délibère sur le texte qu’elle avait précédemment adopté,.

#### Adoption après recours à la Commission mixte paritaire
Lorsque, par suite d’un désaccord entre les deux assemblées, un projet ou une proposition de loi n’a pu être adopté après deux lectures par chaque assemblée ou, si le Gouvernement a décidé d’engager la procédure accélérée sans que les Conférences des présidents s’y soient conjointement opposées, après une seule lecture par chacune d’entre elles, le Premier ministre ou, pour une proposition de loi, les présidents des deux assemblées agissant conjointement, ont la faculté de provoquer la réunion d’une commission mixte paritaire chargée de proposer un texte sur les dispositions restant en discussion.
Le nombre des représentants de chaque assemblée dans les commissions mixtes paritaires est fixé à sept. Les commissions mixtes paritaires se réunissent, sur convocation de leur doyen d’âge, alternativement par affaire dans les locaux de l’Assemblée nationale et du Sénat. Contrairement aux séances plénières ou des commissions, les travaux des commissions mixtes paritaires ne sont pas publics,.
Le texte élaboré par la commission mixte peut être soumis par le Gouvernement pour approbation aux deux assemblées. Aucun amendement n’est recevable sauf accord du Gouvernement.

#### Adoption par l’Assemblée nationale statuant seule
« Si la commission mixte ne parvient pas à l’adoption d’un texte commun ou si ce texte n’est pas adopté dans les conditions prévues à l’alinéa précédent, le Gouvernement peut, après une nouvelle lecture par l’Assemblée nationale et par le Sénat, demander à l’Assemblée nationale de statuer définitivement ».
Dans ce cas, la commission saisie au fond détermine dans quel ordre sont appelés respectivement le texte de la commission mixte et le dernier texte voté par l’Assemblée nationale, modifié, le cas échéant, par un ou plusieurs des amendements votés par le Sénat. En cas de rejet de l’un de ces deux textes, l’autre est immédiatement mis aux voix. Au cas de rejet des deux textes, le projet ou la proposition est définitivement repoussé. Dit autrement il n'est plus possible de présenter des nouveaux amendements à ce stade de la discussion.

#### Contrôle de constitutionnalité
« […] Les lois peuvent être déférées au Conseil constitutionnel, avant leur promulgation, par le Président de la République, le Premier ministre, le président de l’Assemblée nationale, le président du Sénat, ou soixante députés ou soixante sénateurs.

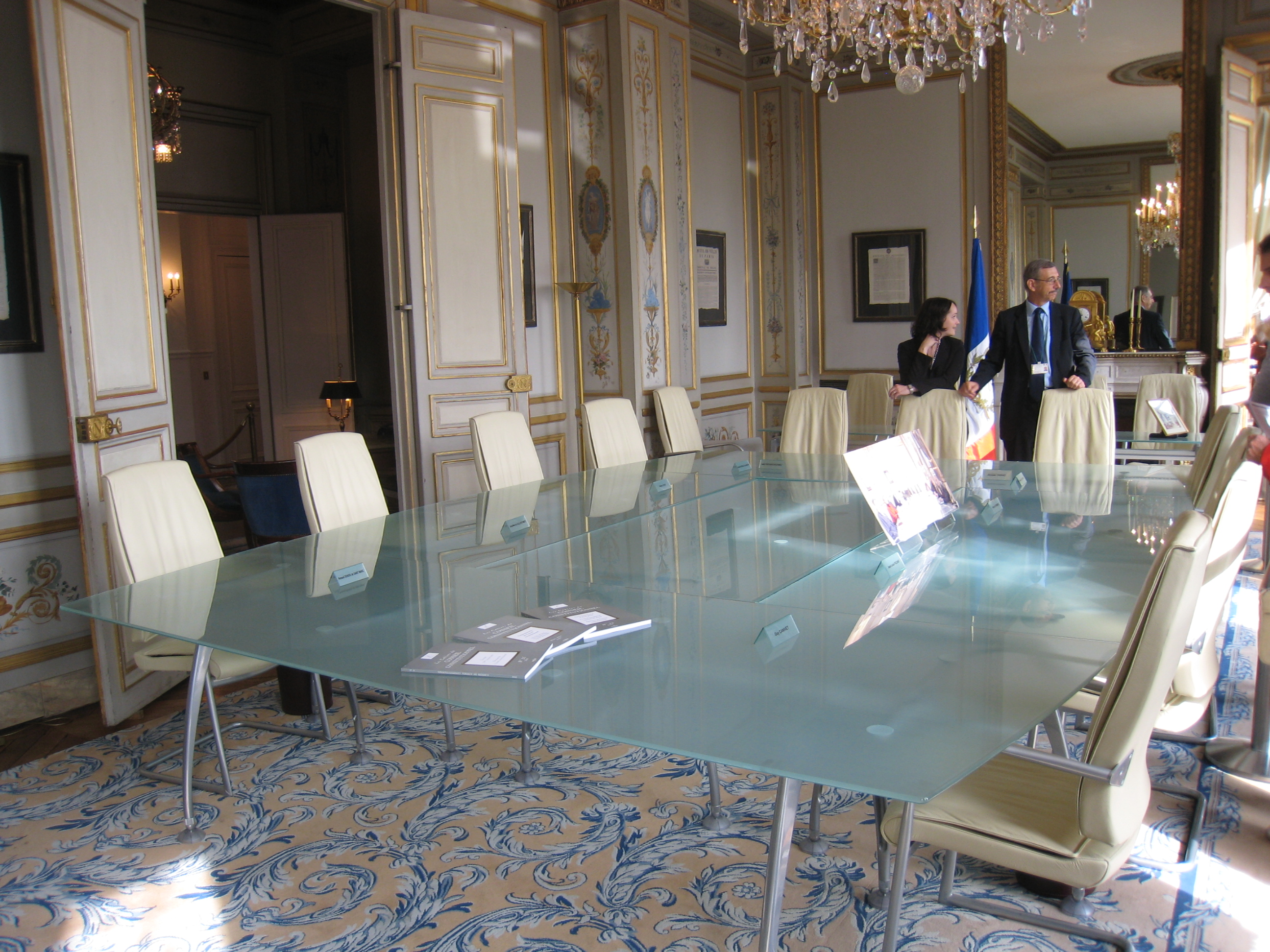
Salle de réunion du Conseil constitutionnel au Palais-Royal.

Dans les cas prévus aux deux alinéas précédents, le Conseil constitutionnel doit statuer dans le délai d’un mois. Toutefois, à la demande du Gouvernement, s’il y a urgence, ce délai est ramené à huit jours. »

##### Contrôle de la procédure
Les questions de procédure sont fréquemment présentes dans les décisions du Conseil constitutionnel (62 % des décisions de la XIIIe législature de 2007 à 2012). Le droit d’amendement est particulièrement examiné avec la recevabilité financière au sens de l’article 40 de la Constitution. Les « cavaliers » et les amendements ne respectant pas la « règle de l'entonnoir » (nouvelles dispositions introduites après la première lecture) sont censurés. Le débat parlementaire et la qualité de la législation peuvent également motiver des censures. Cependant, selon une jurisprudence constante, le manquement aux règles de procédure fixées par les règlements des assemblées parlementaires ne rend pas la loi inconstitutionnelle pour autant.
Le Conseil peut également être saisi au cours de la procédure dans deux cas précis : s’il y a désaccord entre le Gouvernement et le président d'une Assemblée sur une irrecevabilité liée au domaine de la loi ou s’il y a désaccord entre le Gouvernement et la Conférence des présidents d'une assemblée sur la conformité de l'étude d'impact d'un projet de loi. Ces saisines sont très rares ; on en compte treize entre 1958 et mai 2023 inclus.

### Promulgation
« Le Président de la République promulgue les lois dans les quinze jours qui suivent la transmission au Gouvernement de la loi définitivement adoptée.
Il peut, avant l’expiration de ce délai, demander au Parlement une nouvelle délibération de la loi ou de certains de ses articles. Cette nouvelle délibération ne peut être refusée. »

En cas de saisine du Conseil constitutionnel, le délai de promulgation est suspendu. La Constitution ne prévoyant pas de délai minimal entre l'adoption définitive de la loi et la promulgation, une promulgation rapide permettrait en théorie de faire obstacle à une saisine du Conseil constitutionnel. En pratique, le président de la République attend un nombre de jours suffisant pour donner le temps aux titulaires du droit de saisine de mettre en œuvre la procédure de l'article 61 s'ils le souhaitent. En 1997, toutefois, le Conseil constitutionnel a été saisi de la constitutionnalité de la loi portant réforme du service national alors que le décret de promulgation avait déjà été signé ; le Conseil s'est alors déclaré incompétent.
Par la promulgation, le président de la République — gardien de la constitution — reconnaît la procédure d'adoption ainsi que l'existence de la loi, comme le rappelle son instrument. Il a également pour objectif de donner force exécutoire à la loi, même si celle-ci ne prend effet qu'à compter de sa publication,. La promulgation est une compétence liée : le président de la République ne dispose d'aucun pouvoir de veto, contrairement par exemple au président des États-Unis d'Amérique. Le décret de promulgation de la loi ne peut être attaqué devant le juge administratif, conformément à la théorie des actes de gouvernement qui postule que les actes concernant les rapports de l'exécutif avec le Parlement ne peuvent être attaqués devant le juge administratif.
La procédure par laquelle il peut demander une nouvelle délibération est l'héritière du droit de veto des premières républiques, et qui permettait notamment au chef de l'État de s'opposer aux lois votées en invoquant leur inconstitutionnalité. La promulgation, qui prend la forme d'un contrôle de constitutionnalité formelle minimal, peut également s'accompagner d'une saisine par le chef de l'État du Conseil constitutionnel afin d'obtenir la censure d'un texte, comme elle pourrait théoriquement aussi lui permettre d'empêcher l'opposition parlementaire de saisir ce même conseil. En vertu de l’article 19, la demande d’une nouvelle délibération ne relève pas des pouvoirs propres du chef de l'État et, en conséquence, elle doit être contresignée par le Premier ministre.
La nouvelle délibération peut notamment avoir lieu après une décision du Conseil constitutionnel, afin de substituer de nouvelles dispositions conformes à la Constitution à celles qui ont été annulées. Dans ce cas, il ne s'agit pas du vote d'une loi nouvelle mais de l'intervention dans la procédure législative en cours, d'une phase complémentaire résultant du contrôle de constitutionnalité. En pratique, la demande de nouvelle délibération est exceptionnelle. Ainsi, en 2003, l'article 4 d'une loi relative à l'élection des conseillers régionaux et des députés européens, dont une disposition avait été déclarée contraire à la Constitution, a été soumis à une nouvelle délibération par le président de la République Jacques Chirac.
La nouvelle délibération peut aussi être un moyen d'ajourner une loi, comme celle sur l'Exposition universelle de 1989, dont le président François Mitterrand a demandé une nouvelle délibération alors que la France a fait connaître entre-temps qu'elle n'était plus candidate.
La nouvelle délibération, qui a lieu après l'adoption du texte par le Parlement, ne doit pas être confondue avec la « seconde délibération » par laquelle le gouvernement peut, pendant les débats et avant l'adoption du texte par une assemblée, demander un réexamen de certaines de ses dispositions. Cette seconde délibération est beaucoup plus courante, notamment lors de l'examen des lois de finances.

### Publication

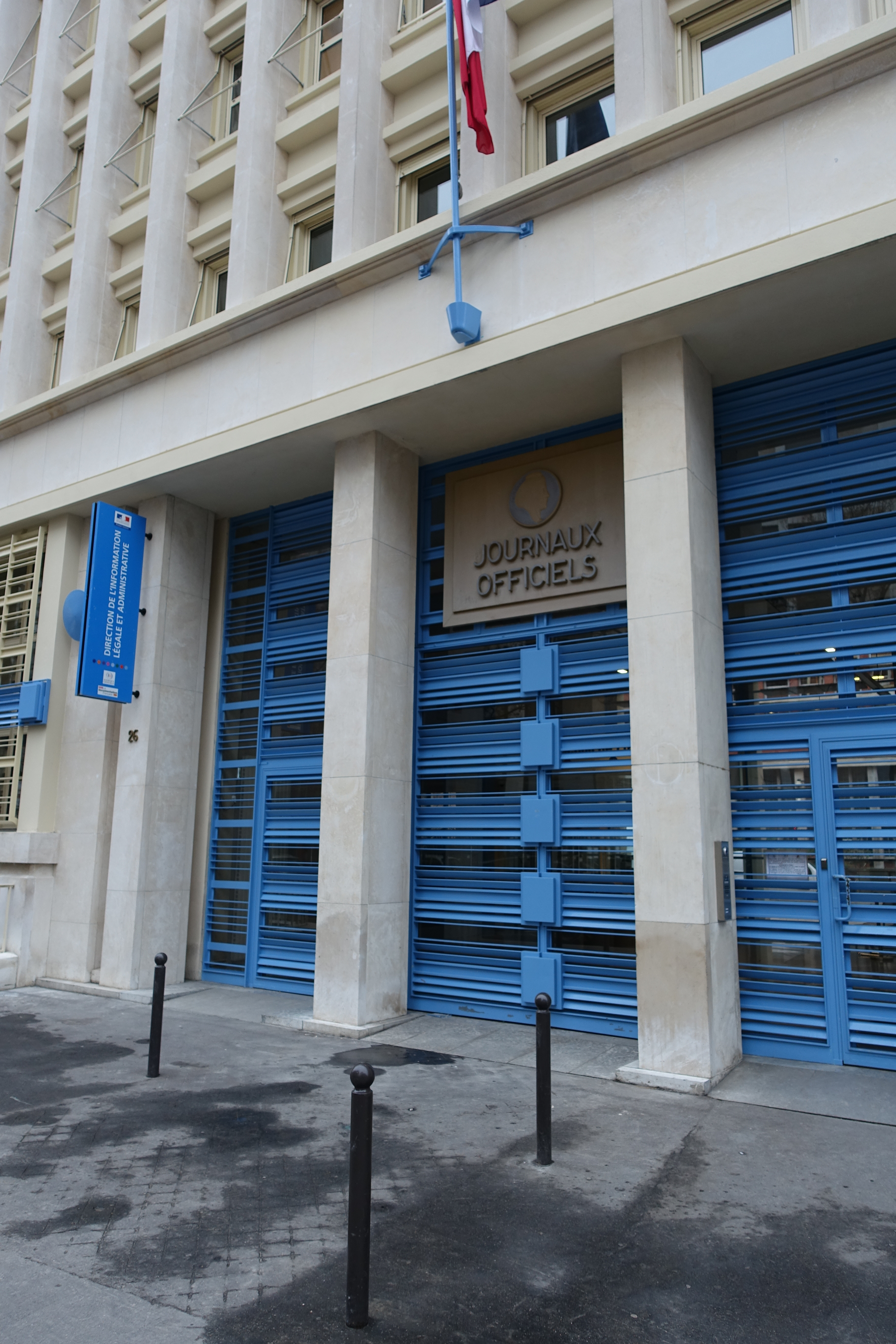
Ancienne imprimerie des journaux officiels, 26 rue Desaix (Paris)

Si la promulgation tend à constater l'existence d'une loi rendu définitive par le président, la publication vise plutôt à la faire connaître à l'ensemble des citoyens. Par défaut, une loi est applicable le lendemain de sa publication au Journal officiel de la République française. Les lois sont mises en ligne et tenues à jour sur le site Légifrance. Depuis le 1er janvier 2016, le Journal officiel est dématérialisé.

## Procédures particulières

### Lois organiques
Les lois organiques, s'il n'y a pas d'accords entre les deux assemblées, ne peuvent être adoptées par l'Assemblée Nationale en dernière lecture qu'à la majorité absolue de ses membres. Si elles concernent le Sénat, elles doivent être votées dans les mêmes termes par les deux assemblées. Enfin le contrôle de conformité à la Constitution par le Conseil Constitutionnel est obligatoire.

### Loi de finances
Les projets de loi de finances sont soumis en premier lieu à l'Assemblée nationale. Ils sont votés par le parlement dans les conditions prévues par la loi organique relative aux lois de finances.
Si l'Assemblée Nationale ne s'est pas prononcée en première lecture dans le délai de quarante jours après le dépôt d'un projet, le Gouvernement saisit le Sénat qui doit statuer dans un délai de quinze jours.
Si le Parlement ne s'est pas prononcé dans un délai de soixante-dix jours, les dispositions du projet peuvent être mises en vigueur par ordonnance.
Si la loi de finances fixant les ressources et les charges d'un exercice n'a pas été déposée en temps utile pour être promulguée avant le début de cet exercice, le Gouvernement demande d'urgence au Parlement l'autorisation de percevoir les impôts et ouvre par décret les crédits se rapportant aux services votés.

### Loi de financement de la sécurité sociale
Les projets de loi de financement de la Sécurité sociale sont soumis en premier lieu à l'Assemblée nationale.
Le Parlement vote ces projets de loi dans les conditions prévues par la loi organique relative aux lois de financement de la Sécurité sociale. Si l'Assemblée nationale ne s'est pas prononcée en première lecture dans le délai de vingt jours après le dépôt d'un projet, le Gouvernement saisit le Sénat qui doit statuer dans un délai de quinze jours. Si le Parlement ne s'est pas prononcé dans un délai de cinquante jours, les dispositions du projet peuvent être mises en œuvre par ordonnance.

### Adaptation au droit européen
Le Traité sur le fonctionnement de l'Union européenne dispose à l'article 258 que « si la Commission estime qu’un État membre a manqué à une des obligations qui lui incombent en vertu des traités, elle émet un avis motivé à ce sujet, après avoir mis cet État en mesure de présenter ses observations. Si l’État en cause ne se conforme pas à cet avis dans le délai déterminé par la Commission, celle-ci peut saisir la Cour de justice de l'Union européenne. » Lorsque la transposition d’une directive relève du domaine de la loi, elle est le plus souvent mise en œuvre par ordonnance. Le secrétariat général des Affaires européennes veille au respect des délais et notifie à la Commission les mesures de transposition.
Depuis une décision de 2004, le Conseil constitutionnel, se basant sur l’article 88-1 de la Constitution, considère que si la loi se borne à tirer les conséquences nécessaires des dispositions inconditionnelles et précises d’une directive ou d'un règlement européen, il ne lui appartient pas de contrôler la conformité de la loi à la Constitution sur ce point, sauf à se prononcer indirectement de cette manière sur la validité du droit communautaire dérivé lui-même. Cependant, par exception, même lorsqu'elles tirent les conséquences inconditionnelles des dispositions inconditionnelles et précises d'une directive ou d'un règlement européen les lois mettant en cause un principe inhérent à l'identité constitutionnelle de la France ne trouvant pas de protection équivalente en droit européen, peuvent être censurées,.

### Traités internationaux

#### Droit commun
La ratification des traités est faite par le président de la République. Toutefois l'autorisation de ratifier « ceux qui engagent les finances de l’État, ceux qui modifient des dispositions de nature législative, ceux qui sont relatifs à l’état des personnes, ceux qui comportent cession, échange ou adjonction de territoire » est votée sous la forme d’une loi par le Parlement. Celle-ci est débattue en séance publique au Sénat, mais peut faire l'objet d'une procédure simplifiée à l'Assemblée Nationale. Jusqu'à une révision du règlement de l'Assemblée datant de 2003, il était impossible de présenter des amendements à ces projets de loi. Toutefois, bien que ce soit aujourd'hui possible, il est interdit aux parlementaires d'« assortir de réserves, de conditions ou de déclarations interprétatives l'autorisation de ratifier un traité ou d'approuver un accord international non soumis à ratification », selon une réserve interprétative, formulée par le Conseil constitutionnel, dans une décision de 2003,.

#### Traités internationaux relatifs à l'adhésion d'un nouvel État à l'Union européenne
Selon l'article 88-5 de la Constitution, le projet de loi autorisant la ratification d'un traité relatif à l'adhésion d'un État à l'Union européenne n'est soumis au Parlement que dans le cas où une motion est adoptée en termes identiques par les deux assemblées à la majorité qualifiée des trois cinquièmes.

## Statistiques des lois discutées au Parlement
Durant la XVe législature, 354 lois ont été adoptées, dont 240 projets de loi (dont 105 projets de loi autorisant la ratification de conventions internationales) et 114 propositions de loi. 320 projets de loi ont été déposés ou transmis à l'Assemblée nationale et les députés ont été à l'initiative de 2 226 propositions de loi. 200 173 amendements ont été déposés en vue d'un examen en séance publique et 16 084 ont été adoptés. Durant la session 2021-2022, 23 projets de loi ont été déposés ou transmis à l'Assemblée et les députés ont déposés 292 propositions de loi. 17 885 amendements ont été déposés en vue d'un examen en séance publique et 2 153 ont été adoptés. Selon les statistiques de l’Assemblée nationale entre le 1er octobre 2018 et le 30 septembre 2019, la durée moyenne de la procédure d’adoption d’un projet de loi a été de 311 jours et celle pour les propositions de lois a été de 297 jours.
Au 30 septembre 2019, 25 textes ont été adoptés, répartis comme ci-dessous par niveau de lecture : 
Le graphique qui aurait dû être présenté ici ne peut pas être affiché car il utilise l'ancienne extension Graph, désactivée pour des questions de sécurité. Des indications pour créer un nouveau graphique avec la nouvelle extension Chart sont disponibles ici.

## Sources

### Constitution de1958
La première source de l’article est la Constitution de 1958 dans sa rédaction actuelle. Il est possible également de se reporter à l’article Constitution française du 4 octobre 1958.
1. ↑  Art. 24 al. 1.
2. 1 2 3 4 5 6  Art. 39.
3. 1 2  Art. 39 al. 4.
4. ↑  Art. 39 al. 5.
5. ↑  Art. 40.
6. 1 2  Art. 41.
7. ↑  Art. 43.
8. ↑  Art. 44.
9. ↑  Art. 48.
10. ↑  Cf. art. 28.
11. ↑  Art. 42 al. 3-4.
12. ↑  Art. 33 al. 1.
13. ↑  Art. 42 al. 1.
14. ↑  Art. 44 al. 2.
15. ↑  Art. 44 al. 3.
16. ↑  Art. 45 al. 1.
17. 1 2  Art. 45 al. 2-3.
18. ↑  Art. 45 al. 4.
19. 1 2 3  Art. 61.
20. ↑  Art. 10.
21. ↑  Art. 5.
22. ↑  Art. 46.
23. ↑  Art. 47.
24. ↑  Art. 47-1.
25. ↑  Art. 52.
26. ↑  Art. 53.
27. ↑  Art. 88-5.

### Règlement de l'Assemblée nationale
« Règlement de l’Assemblée Nationale », sur assemblee-nationale.fr
1. ↑  Art. 47-1.
2. ↑  Art. 89.
3. ↑  Art. 81.
4. 1 2  Art. 85.
5. ↑  Art. 30.
6. ↑  Art. 31.
7. ↑  Art. 86 al. 6.
8. ↑  Art. 45.
9. 1 2  Art. 86.
10. ↑  Art. 86 al. 7.
11. ↑  Art. 86 al. 8.
12. 1 2  Art. 48.
13. ↑  Art. 91 al. 2.
14. ↑  Art. 91 al. 5.
15. ↑  Art. 91 al. 6.
16. ↑  Art. 49.
17. ↑  Art. 54.
18. ↑  Art. 56.
19. ↑  Art. 57.
20. ↑  Art. 95 al. 1, 3.
21. ↑  Art. 100.
22. ↑  Art. 95 al. 6.
23. ↑  Art. 62 à 69.
24. ↑  Art. 96.
25. ↑  Art. 108.
26. ↑  Art. 109.
27. ↑  Art. 111.
28. ↑  Art. 112.
29. ↑  Art. 114.

### Règlement du Sénat
« Règlement du Sénat », sur senat.fr
1. ↑  Art. 26.
2. ↑  Art. 28.
3. 1 2  Art. 24.
4. ↑  Art. 16.
5. ↑  Art. 16.3.
6. ↑  Art. 16.3bis-ter.
7. ↑  Art. 18.
8. 1 2  Art. 28ter.
9. 1 2  Art. 29bis.
10. 1 2  Art. 42.
11. ↑  Art. 44 al. 2-3.
12. ↑  Art. 44 al. 4.
13. ↑  Art. 44 al. 6.
14. ↑  Art. 44 al. 5.
15. ↑  Art. 36.
16. ↑  Art. 37.
17. ↑  Art. 38.
18. 1 2  Art. 42 al. 7.
19. ↑  Art. 42 al. 12.
20. ↑  Art. 53 à 56.
21. ↑  Art. 48.
22. ↑  Art. 70.

### Autres sources et doctrine
1. ↑  Pierre 1924, p. 729.
2. 1 2  Loi organique no 2009-403 du 15 avril 2009 relative à l'application des articles 34-1, 39 et 44 de la Constitution, art. 7-8.
3. 1 2  de La Raudière et Juanico 2014, partie 1. I. A. 1. L’obligation constitutionnelle d’assortir de nombreux projets de loi d’une étude d’impact est récente.
4. ↑  Bertrand-Léo Combrade, L'obligation d'étude d'impact des projets de loi, Paris, Dalloz, coll. « Nouvelle bibliothèque de thèses » (no 163), 2016, XV-491 p. (ISBN 978-2-247-16840-8, présentation en ligne).
5. ↑  Bertrand-Léo Combrade, « À qui profite l'étude d'impact ? », Les Petites Affiches, no 17,‎ 24 janvier 2012, p. 6 et s. (lire en ligne) [lire en ligne].
6. ↑  Bachschmidt 2009, p. 353.
7. ↑  Loi organique no 2009-403, art. 9.
8. ↑  Bertrand-Léo Combrade, « Le projet de loi de réforme territoriale au Sénat. L’article 39 alinéa 4 de la Constitution traité avec bien peu d’égards », sur blogdroitadministratif.net (consulté le 4 janvier 2018).
9. 1 2  de La Raudière et Juanico 2014, annexe 6 : Consultations préalables obligatoires sur les projets de loi.
10. ↑  Guide de légistique, § 2.2.2. Consultation du Conseil d'État sur les projets de loi.
11. ↑  Herrenschmidt 2016, p. 56.
12. ↑  Articles L112-1 et suivants du code de justice administrative.
13. ↑  de La Raudière et Juanico 2014, partie 2. I. A. En amont des débats parlementaires, rendre publique la partie de l’avis du Conseil d’État sur les études d’impact assortissant les textes de loi.
14. ↑  « Le gouvernement rend publics les avis du Conseil d’État », sur vie-publique.fr, 19 mars 2015.
15. ↑  « Les avis du Conseil d'État rendus sur les projets de loi », sur Légifrance.
16. 1 2 3  Guide de légistique, § 2.2.5. Suivi des propositions de loi.
17. ↑  Ordonnance no 58-1100 du 17 novembre 1958 relative au fonctionnement des assemblées parlementaires, art. 4 bis.
18. ↑  Guide de légistique, § 2.2.3. Examen des projets de loi par le conseil des ministres.
19. ↑  Pierre 1924, p. 59–60.
20. ↑  Bachschmidt 2009, p. 343.
21. ↑  Bachschmidt 2009, p. 346.
22. ↑  Bachschmidt 2009, p. 348.
23. ↑  Bachschmidt 2009, p. 351.
24. ↑  Valentine Serino, « Loi anti fake news : une fake proposition de loi ? », Les Cuisines de l'Assemblée, sur lemonde.fr, 16 février 2018.
25. ↑  Dudragne, « Rigueur budgétaire et cigarettes », Les cuisines de l’Assemblée, sur lemonde.fr, 25 juin 2010 (consulté le 25 juillet 2021).
26. ↑  Jérôme Cahuzac, Rapport d'information sur la recevabilité financière des initiatives parlementaires, 21 février 2012 (lire en ligne).
27. ↑  André Roux, Ferdinand Mélin-Soucramanien, Éric Oliva, Laurent Domingo, Patrick Gaïa et Marc Guerrini, Les grandes décisions du Conseil constitutionnel, Paris, Dalloz, coll. « Grands arrêts », 2022, 20e éd., XXIV-1128 p. (ISBN 978-2-247-21613-0), p. 264.
28. ↑  Olivier Dord, « Vers un rééquilibrage des pouvoirs publics en faveur du Parlement », Revue française de droit constitutionnel, no 77,‎ 2009, p. 102–103 (DOI 10.3917/rfdc.077.0099, lire en ligne).
29. ↑  Pierre 1924, p. 734.
30. ↑  Louis Bourbon, Déclaration royale concernant la presente tenue des Etats generaux, 23 juin 1789, art. 15.
31. ↑  Voir les enjeux exposés par Messaoud Saoudi, « Le temps de parole sur les motions de rejet (Réflexions sur une réforme récente du Règlement de l’Assemblée nationale) », Revue française de droit constitutionnel, no 47,‎ 2001, p. 529–571 (DOI 10.3917/rfdc.047.0529, lire en ligne).
32. ↑  DC du 21 avril 2005, LOI d'orientation et de programme pour l'avenir de l'école, no 2005-512 Jurisprudence en ligne.
33. ↑  Bruno Fuligni, Si le Palais Bourbon m'était conté, 150 ans de vie parlementaire vus pas les députés, Paris, Éditions du Moment, 2011, 317 p. (ISBN 978-2-35417-119-3).
34. ↑  D’après Direction de l’information légale et administrative (DILA), « Comment fonctionnent l’Assemblée Nationale et le Sénat ? », sur vie-publique.fr (consulté le 7 juin 2014).
35. ↑  « Fiche de synthèse : Les votes à l'Assemblée nationale - Rôle et pouvoirs de l'Assemblée nationale », sur assemblee-nationale.fr (consulté le 25 juillet 2021).
36. ↑  D’après (en) Kamil Gregor, « Availability of voting results in parliaments », sur openingparliament.org (consulté le 7 juin 2014).
37. ↑  Damien Chamussy, « La procédure parlementaire et le Conseil constitutionnel », Nouveaux Cahiers du Conseil constitutionnel, no 38 (Dossier : Le Conseil constitutionnel et le Parlement),‎ janvier 2013 (lire en ligne).
38. ↑  André Roux, Ferdinand Mélin-Soucramanien, Éric Oliva, Laurent Domingo, Patrick Gaïa et Marc Guerrini, Les grandes décisions du Conseil constitutionnel, Paris, Dalloz, coll. « Grands arrêts », 2022, 20e éd., XXIV-1128 p. (ISBN 978-2-247-21613-0), p. 65.
39. ↑  « Les décisions FNR », sur conseil-constitutionnel.fr (consulté le 22 août 2021).
40. ↑  Voir la décision no 97-392 DC du 7 novembre 1997, « Loi portant réforme du service national ».
41. ↑  
  - Décret du 18 décembre 1946 relatif à la promulgation des lois.
  - Décret no 47-237 du 31 janvier 1947 relatif aux formes de promulgation des lois par le président de la République.
  - Décret no 59-635 du 19 mai 1959 relatif aux formes de promulgation des lois par le président de la République.
  - Décret no 90-218 du 8 mars 1990 modifiant le décret no 59-635 du 19 mai 1959 relatif aux formes de promulgation des lois par le président de la République.
42. ↑  CE Ass. 8 février 1974, Commune de Montory, sieurs Espelette, Althape et autres et commune de Lanne, sieurs Uthurry, Bigue et autres, nos 84888 et 84889.
43. ↑  CE 27 octobre 2015, Fédération démocratique alsacienne, no 388807.
44. ↑   CE Sect. 3 novembre 1933, Sieur Desreumeaux, no 25040.
45. ↑  Marceau Long, Prosper Weil, Guy Braibant, Pierre Delvolvé et Bruno Genevois, Les grands arrêts de la jurisprudence administrative, Paris, Dalloz, coll. « Grands arrêts », 2013, 19e éd., XVIII-1033 p. (ISBN 978-2-247-12748-1), p. 19.
46. ↑  Bottini 2008.
47. ↑  CC 23 août 1985, décision no 85-197 DC, Loi sur l'évolution de la Nouvelle-Calédonie, considérants 13 à 15.
48. ↑  Décret du 4 avril 2003 soumettant l'article 4 de la loi relative à l'élection des conseillers régionaux et des représentants au Parlement européen ainsi qu'à l'aide publique aux partis politiques à une nouvelle délibération.
49. ↑  Décret du 13 juillet 1983 soumettant la loi sur l'Exposition universelle du 1989 à une nouvelle délibération du Parlement.
50. ↑  Raymond Carré de Malberg, Contribution à la théorie générale de l’État spécialement d'après les données fournies par le droit constitutionnel français, t. 1 (reprod. en fac-sim. de l'éd. publiée en 1920 par la Librairie du recueil Sirey), Paris, CNRS, 1985, XXXVI-837 p. (ISBN 2-222-00579-5), p. 438–439 [lire en ligne].
51. ↑  Article 1er du code civil.
52. ↑  Loi organique no 2015-1712 et loi ordinaire no 2015-1713 du 22 décembre 2015 portant dématérialisation du Journal officiel de la République française.
53. ↑  Guide de légistique, § 4.1.2. Procédure de transposition des directives.
54. 1 2  Jean Gicquel et Jean-Éric Gicquel, Droit constitutionnel et institutions politiques, Paris, Librairie générale de droit et de jurisprudence, coll. « Précis Domat / Droit public », 2022, 36e éd., 1002 p. (ISBN 978-2-275-09624-7), p. 910.
55. ↑  Conseil constitutionnel, « Décision no 2021-940 QPC du 15 octobre 2021 » , sur Conseil constitutionnel (consulté le 20 juin 2023).
56. ↑  La ratification des traités, Site de l’Assemblée Nationale.
57. 1 2  « Fiche de synthèse no 42 : La ratification des traités » , sur Assemblée nationale (consulté le 1er juin 2023).
58. ↑  Conseil constitutionnel, « Décision no 2003-470 DC du 9 avril 2003 » , sur Conseil constitutionnel (consulté le 1er juin 2023).
59. 1 2 3  « Statistiques de l'activité parlementaire sous la XVe législature » , sur assemblee-nationale.fr (consulté le 31 mai 2023).
60. 1 2  Assemblée nationale, Statistiques 2018-2019 (lire en ligne).

### Jurisprudence
- [Cass. crim, 5 fév. 1874] Cass. crim, 5 fév. 1874, dans Bull. crim., t. LXXIX, no 2, 1875, no 38, p. 73-74.
- [Cass. ch. réun., 22 juin 1874] Cass. ch. réun., 22 juin 1874, dans Bull. crim., t. LXXIX, no 6, 1875, no 185, p. 335-337.